# On the Beach (Chris-Rea-Album)
On the Beach ist das achte Album des Musikers Chris Rea aus dem Jahre 1986. Es erreichte in Westdeutschland Platz 2, Platz 11 den UK Albums Charts (sowie in Schweden), lag an der Spitze der niederländischen Charts (wo es mehr als neun Monate lang in den Charts war), Platz 4 in Neuseeland (wo es auch mehr als neun Monate in den Charts verbrachte) und erreichte auch die Top 10 in Norwegen. Im Jahr 2019 wurde eine Deluxe-Remastered-Version des Albums veröffentlicht.

## Titelliste
Alle Stücke des Albums wurden von Chris Rea komponiert.
1. On the Beach 5:04
2. Little Blonde Plaits 4:17
3. Giverny 5:39
4. Lucky Day 3:57
5. Just Passing Through 5:20
6. It’s All Gone 7:28
7. Hello Friend 4:19
8. Two Roads 3:44
9. Light of Hope 4:34
10. Auf immer und ewig 4:11
11. Freeway 4:12
12. Bless Them All 2:30
13. Crack That Mould 4:34

On the Beach ist ein glattpoliertes ruhiges jazziges Pop-Soul-Album mit Texten einer positiven Weltsicht. Die Stücke 11, 12 and 13 waren nicht bei der ersten Veröffentlichung auf LP enthalten. Das erste Stück der Platte On the Beach wurde von der deutschen Band York gecovert. Auf immer und ewig ist ein Stück, das als Soundtrack für den Film Auf immer und ewig aus dem Jahre 1985 verwendet wurde. In einem Interview für die Deluxe-Ausgabe des Albums sagte Rea über den Song Giverny, der nach einem Besuch im berühmten Haus und Garten Claude Monets in Giverny geschrieben wurde: „Ich wollte nicht dort sein. Ich war nur dort, weil sie (seine Frau, Joan) dort war... es hat also eine komische Wendung.“

## Musiker
- Chris Rea – Gesang, Gitarre, Keyboard, Klavier, Fretless Bass
- Max Middleton – Klavier, Rhodes
- Kevin Leach – Keyboard
- Eoghan O’Neill – Bass
- Dave Mattacks – Schlagzeug
- Adrian Rea – Schlagzeug
- Martin Ditcham – Percussion
- Robert Awhai – Gitarre
- Stuart Eals – Aufnahme
- David Richards – Mix
- Stylo Rouge – Cover Design
- Ekkeheart Gurlitt – Fotos
- Francoise La Port – Fotos
- David Richards – Produzent
- Jim Beach – Management
- Paul Lilly – Management

## Singles
1. It’s All Gone: Crack That Mould, Look Out for Me, Bless Them All, Let’s Dance
2. On the Beach: On the Beach (special remix), If Anybody Asks You, One Golden Rule (live), Midnight Blue
3. Hello Friend: Driving Home for Christmas, It’s All Gone (live), Steel River

## Kommerzieller Erfolg

### Chartplatzierungen
| ChartsChartplatzierungen     | Höchstplatzierung | Wochen |
| ---------------------------- | ----------------- | ------ |
| Deutschland (GfK)            | 2 (37 Wo.)        | 37     |
| Österreich (Ö3)              | 20 (2 Wo.)        | 2      |
| Schweiz (IFPI)               | 10 (15 Wo.)       | 15     |
| Vereinigtes Königreich (OCC) | 11 (48 Wo.)       | 48     |

| ChartsJahrescharts (1986) | Platzierung |
| ------------------------- | ----------- |
| Deutschland (GfK)         | 14          |

### Auszeichnungen für Musikverkäufe
| Land/Region                  | Auszeichnungen für Musikverkäufe (Land/Region, Auszeichnung, Verkäufe) | Verkäufe |
| ---------------------------- | ---------------------------------------------------------------------- | -------- |
| Deutschland (BVMI)           | Gold                                                                   | 250.000  |
| Frankreich (SNEP)            | Gold                                                                   | 100.000  |
| Neuseeland (RMNZ)            | Platin                                                                 | 20.000   |
| Niederlande (NVPI)           | Gold                                                                   | 50.000   |
| Vereinigtes Königreich (BPI) | Platin                                                                 | 300.000  |
| Insgesamt                    | 3× Gold · 2× Platin ·                                                  | 720.000  |